# Stockholms Södra Spårvägs AB

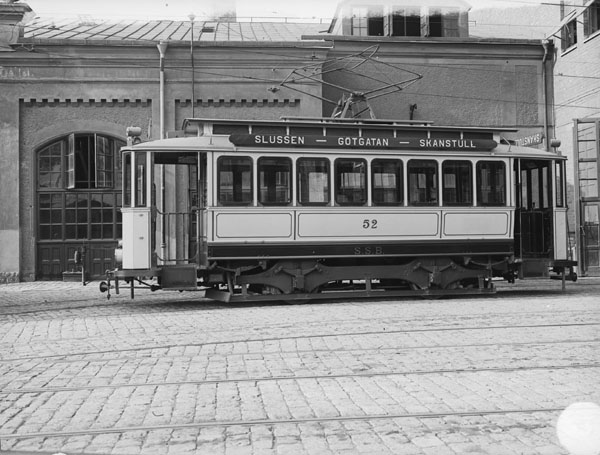
SSB littera A5 år 1914 vid vagnhallen på Ringvägen

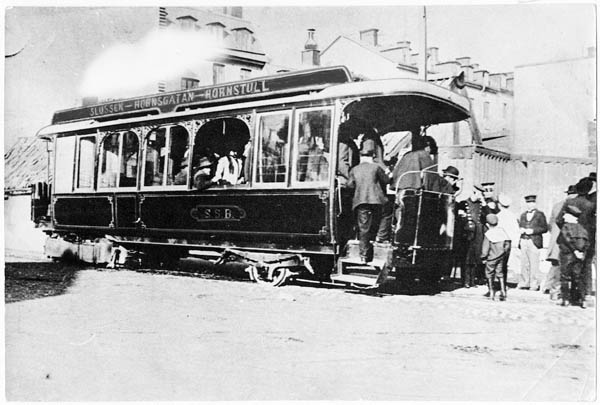
SSB ångspårvagn år 1901

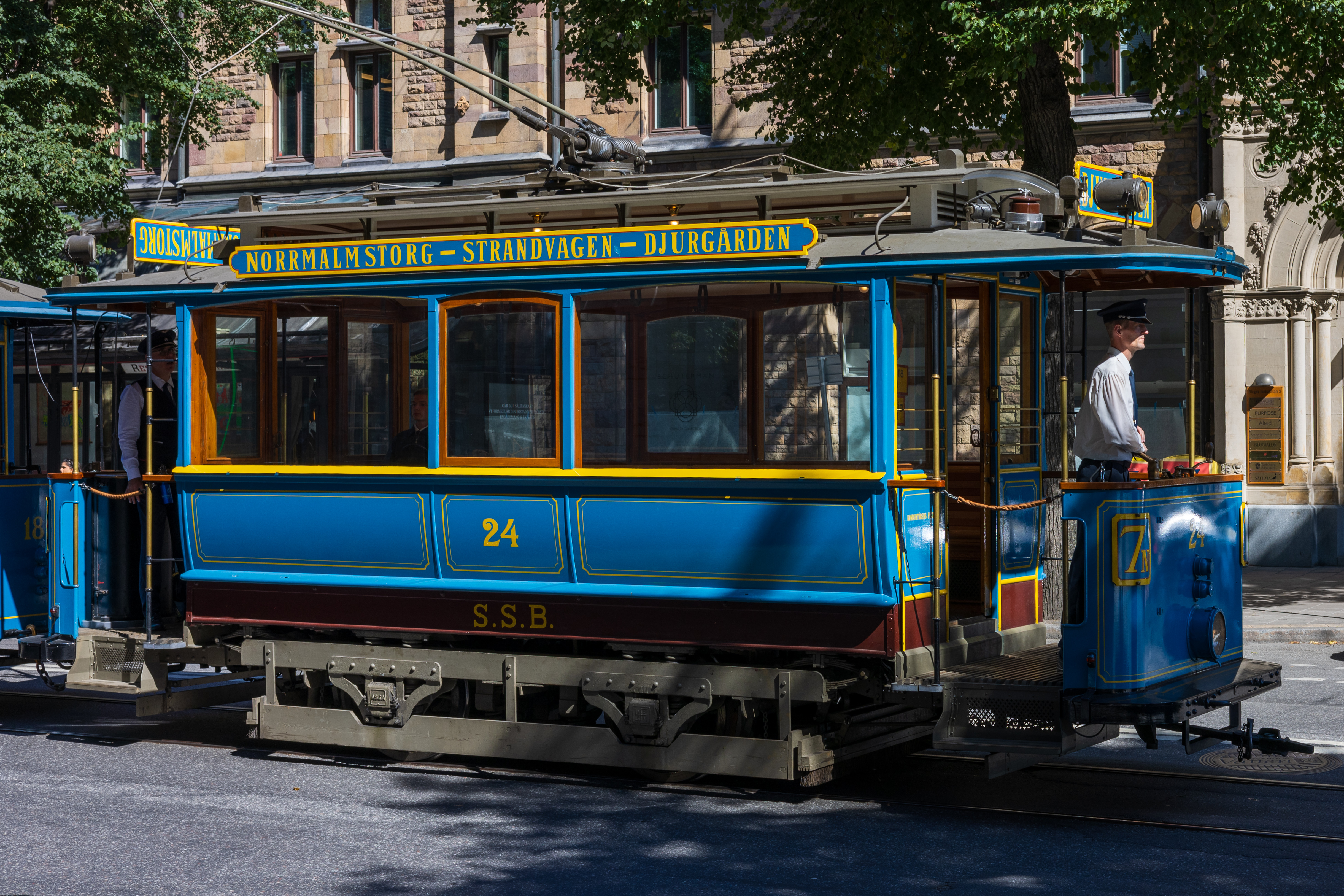
Stockholms Södra Spårvägsaktiebolag litt A2 nr 24 fotograferad på Birger Jarlsgatan i augusti 2024.

Stockholms Södra Spårvägsaktiebolag (SSB), ofta kallat södra bolaget, var ett trafikföretag i Stockholm som existerade mellan 1886 och 1927. På grund av förhållandena på Södermalm, framför allt den backiga topografin samt den glesare och ekonomiskt mindre bemedlade befolkningen, avstod Stockholms Nya Spårvägsaktiebolag från att anlägga spårvägar i stadsdelen. I stället bildades ett eget spårvägsbolag för Södermalm. 
SSB grundades av ingenjören Gustaf Dalström och den första bolagsstämman hölls den 8 februari 1886. Koncessionen för spårvägstrafik på Södermalm var redan beviljad av Kungl. Maj:t året innan och man fick i koncessionstillståndet rätt att bedriva trafik med såväl häst- som ångspårvägar. 
Den 11 augusti 1888 påbörjade bolaget sin trafik. Vinsten lät vänta på sig och redan 1890 vände sig SSB till Stockholms Nya Spårvägsaktiebolag med ett förslag om att SNS måtte ta över bolaget. Svaret blev dock nekande. 1891 överläts trafiken i stället till Södra Spårvägarnes Trafikaktiebolag (SST), som skötte driften t o m april 1900. 
En ångspårväg startades den 11 augusti 1887 mellan Karl Johans Torg och Hornskroken. En förlängning gjordes den 21 juni 1888 från Hornskroken till Hornstull. Från den 16 november 1901 var linjen elektrifierad.
Fr.o.m. 1908 ingick Stockholms stad som delägare i bolaget. Från den 4 augusti 1911 ombesörjde SSB trafiken på den nyöppnade Södra Förstadsbanan. 1918 överläts SSB:s rörelse till AB Stockholms Spårvägar och den 4 april beslöts att bolaget skulle träda i likvidation. Den sista likvidationsstämman ägde inte rum förrän 1927, då SSB formellt upphörde.

## Ordförande
- 1886–1888 Richard Telander
- 1888–1888 Oscar Almgren
- 1899–1899 Richard Telander
- 1899–1905 Oscar Almgren
- 1905–1907 Richard Öhnell
- 1907–1917 Wilhelm Lagerholm

## Verkställande direktörer[1]
- 1886–1888 J.M. Redtz
- 1888–1889 Richard Telander
- 1889–1891 Otto Theodor Ahlström
- 1891–1899 Carl August Lindvall
- 1899–1905 J.M. Redtz
- 1905–1917 Ernst Hjortzberg